# 生田未歩
生田 未歩（いくた みほ、2月4日 - ）は、日本の女性声優、ラジオパーソナリティ。
愛称は「みーぽん」。

## 来歴
当初は声優の道を目指しつつ遠近孝一、渡辺智子らとインターネットラジオの音泉でスキモノ!戦国RADIOとアシスタントを務めていたが、番組が全60回で終了すると今度は遠近孝一と遠近孝一PRESENTS 戦国ネット「すきらじ」の制作に参加、初代・アシスタントを務める。
しかし声優の道を断念したこととこのままラジオのパーソナリティを務めるギャップに違和感を抱き第10回目で卒業。
その後は番組スタッフとして番組ホームページやブログの更新やメールチェックを担当したが第22回目で再びアシスタントに復帰する。2016年6月声優の遠近孝一と結婚。

## 歴女として
当初は義務教育程度の日本史の知識しか持ちあわせていなかったが、遠近孝一らと番組の進行を務めているうちに徐々に戦国に関する知識も増え、番組を卒業する頃には遠近孝一から認められるほどにもなった。
現在では積極的に各種史跡めぐりなどをして、その様子をブログにアップしたりしている。
当初は声優の道を目指していたが、今は路線変更し、各種番組に出演しながら歴女として活動していくことを主な活動としている。

## エピソード
好きな城は松本城、好きな戦国武将は「武田信繁」。一生に一度でもいいから研究論文を書いてみるのが夢。
非常に涙もろく、番組を卒業するときに応援メッセージが読まれた際は号泣し、遠近を苦笑させた。
スカパーのホームページの「伊藤賀一の『日本史偉人伝』」中では「自称歴女のみーぽん」と紹介されている。

## 出演

### ラジオ
※はインターネット配信。
- スキモノ!戦国RADIO（2009年）※
- 遠近孝一PRESENTS 戦国ネット「すきらじ」（2012年）※

### テレビ番組
- 伊藤賀一の『日本史偉人伝』（2013年）

### 雑誌
- スカパー!Magazine『ヨムミル』（2014年）